# 夷陵中学
30°41′45″N 111°23′10″E / 30.69594°N 111.38609°E
宜昌市夷陵中学（简称：夷陵中学），位于中华人民共和国湖北省宜昌市，是一所省级示范中学，在全湖北省、全国范围内具有一定影响力。该学校的前身是1962年创立的胜利中学。夷陵中学与宜昌市第一中学是宜昌地区影响力最大的两所中学，同时，两校之间也存在着激烈的竞争，不过夷陵中学在与宜昌市第一中学的竞争中经常占据上风。在宜昌有“人走三峡，书读夷陵”的说法。
现有63个教学班，在校学生3240人，教职工299人，其中，特级教师6人，享受省政府专项津贴人员1人，市管优秀专家2人，正高职高级教师9人，宜昌名师25人，明星班主任16人，市学科带头人31人，高级职称教师148人，学历达标100%。 现任校长易振国，华中师范大学地理系本科学历，宜昌名师，中国地理学会会员，宜昌市首批高中课改地理专家组成员，历任学校年级组副主任、主任、教务处副主任、总务处主任、教务处主任，现任夷陵中学党委副书记、校长。
夷陵中学曾被评为“全国绿色学校”，但由于校园内鸟类动物较多，曾对该校一年一度进行的普通高等学校招生全国统一考试造成了一定影响。 2011年，该校开设“中英班”。“中英班”是专门为有出国留学意向的学生而开设的，其准入门槛相比较该校的普通班而言，要略低一些。
2013年上半年，该校接连发生两起学生自杀事件，2名学生在校外死亡。这两起事件引起了社会舆论的争议和质疑。
2017年，夷陵中学整体搬迁到新校区，并与宜昌市第十三中学（宜昌市田家炳中学）合并。

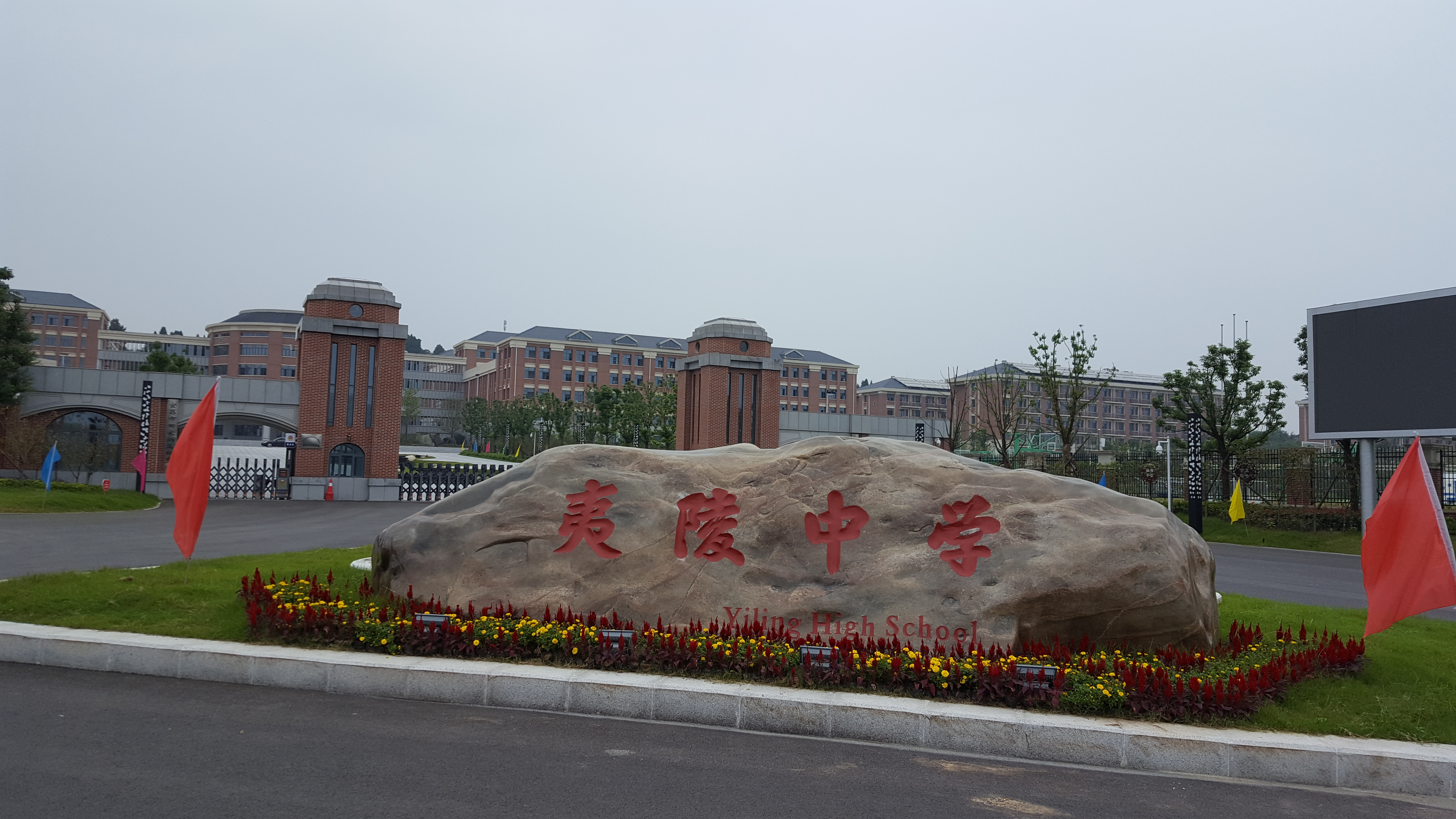
夷陵中学正门
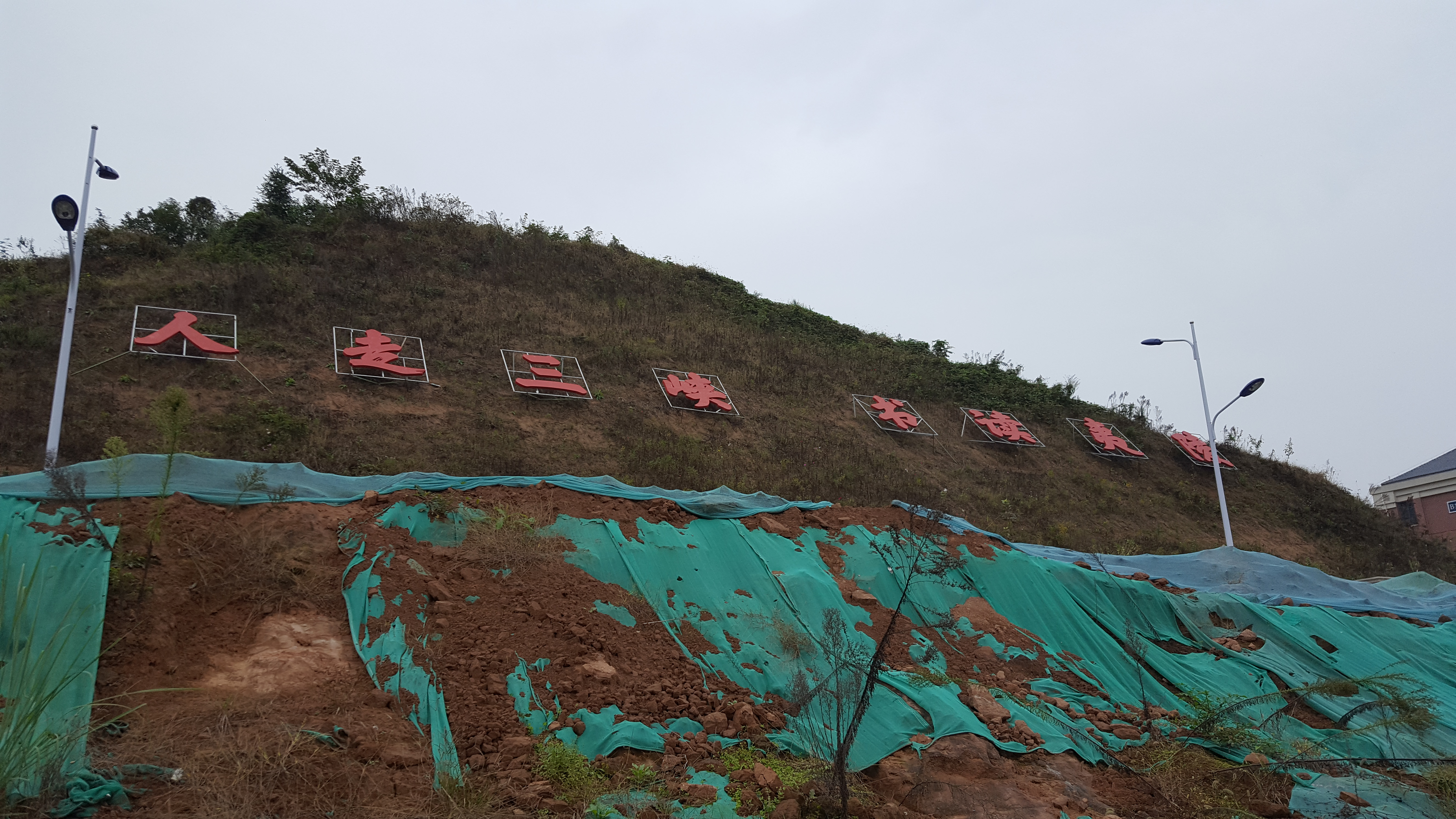
人走三峡 书读夷陵
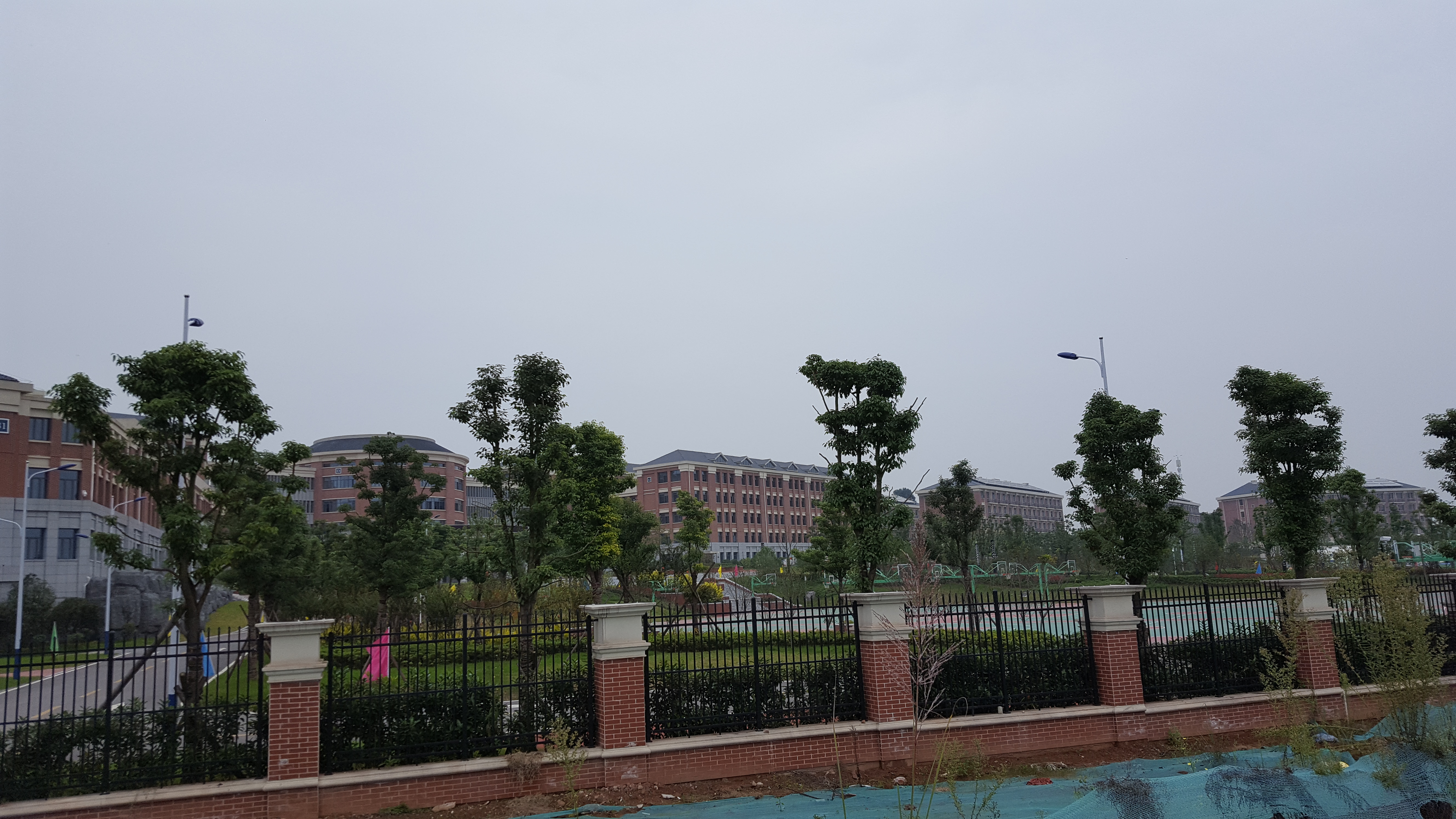
夷陵中学校园

## 发展历程
- 1962年：夷陵中学的前身胜利中学成立，地处宜昌市城区胜利三路。
- 1970年：更名为宜昌市第十七中学；
- 1972年：迁址城区果园一路；
- 1978年8月2日：学校更名为“宜昌师专附属中学”；
- 1980年：学校再次更名为“宜昌地区夷陵中学”；
- 1992年：宜昌地市合并，学校最后定名为“宜昌市夷陵中学”；
- 1998年：学校从城区果园一路整体搬迁至宜昌开发区现址；
- 2002年5月：成为“湖北省普通中学示范高中”。
- 2016年，夷陵中学正计划开设一个新校区，但旧校区不会被弃用，将继续开展教学活动。
- 2017年，学校整体搬迁至宜昌市高新区生物产业园毓秀路1号。宜昌市第十三中学（宜昌市田家炳中学）与夷陵中学合并，原十三中高一和高二学生前往夷陵中学新校区，高三学生前往夷陵中学老校区。
- 2018年11月7日，葛洲坝中学在城东大道51号的夷陵中学老校区举行了新校区揭牌仪式，
- 2019年2月20日，葛洲坝中学正式迁入夷陵中学老校区。
- 2022年7月21日，夷陵中学校长更换为易振国（原副校长），原校长高圣奉因年龄原因不再担任副书记、校长。[7]

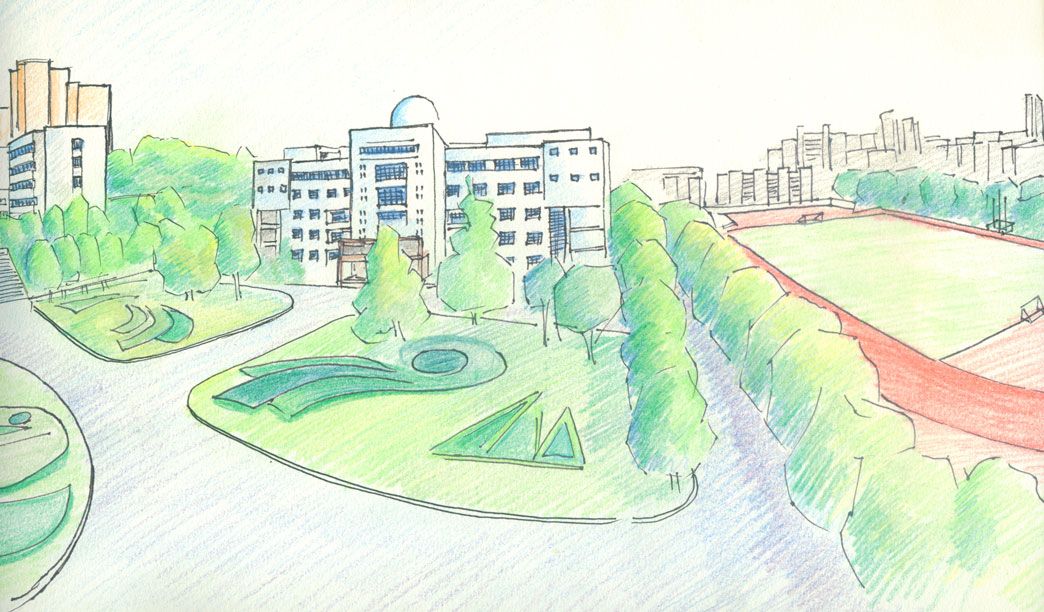
夷陵中学老校区全景（彩色铅笔速写）

## 办学理念
以人为本，为学生一生发展作准备

## 校训
思方行圆，家国天下